# Neues Volk

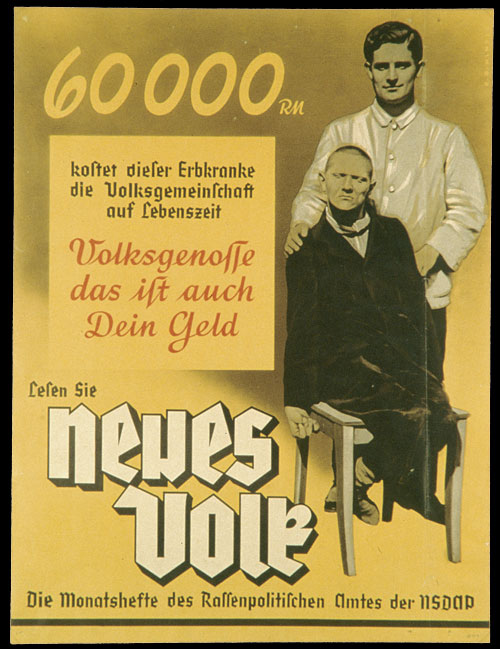
Niemiecki plakat propagandowy z około 1938 roku opublikowany w „Neues Volk”, przedstawiający osobę niepełnosprawną wyłącznie jako niepotrzebne obciążenie finansowe dla społeczeństwa

Neues Volk – wysokonakładowy ilustrowany miesięcznik propagandowy, wydawany od 1933 do 1944 roku przez Urząd Polityki Rasowej NSDAP (niem. Rassenpolitisches Amt) w nazistowskich Niemczech , założony przez Waltera Grossa w 1933 roku. Osiągnął nakład 300 000 egzemplarzy . 

## Poruszana tematyka
Jednym z głównych wątków publikowanym w „Neues Volk” było głoszenie wyższości rasy aryjskiej nad Żydami, Polakami i innymi grupami narodowościowymi . Pojawiały się w nim także inne treści, jak na przykład sylwetka Benito Mussoliniego, sprawozdania z obozów Hitlerjugend oraz porady dla turystów, niemniej jednak rasowa i eugeniczna propaganda zajmowała najwięcej miejsca. Sześć pierwszych numerów było głównie poświęconych etnicznej wyższości Niemców, natomiast w siódmym wydaniu jeden z artykułów prezentował typy „Żyda kryminalisty”, skontrastowane zdjęciami „idealnych Aryjczyków”. Artykuły o podobnej tematyce ukazywały się często. Pojawiały się także tematy ekonomiczne – ubolewano nad eliminowaniem tradycyjnego niemieckiego chłopstwa przez Żydów.
W miesięczniku publikowano artykuły broniące sterylizacji eugenicznej . Porównywano zdjęcia dzieci chorych umysłowo z tymi przedstawiającymi zdrowe; przedstawiano również idealne aryjskie rodziny i wyśmiewano bezdzietne pary . Po wprowadzeniu ustaw norymberskich we wrześniu 1935 roku, „Neues Volk” namawiał do nieokazywania sympatii Żydom oraz prezentował artykuły ukazujące życie Żydów w niekorzystnym świetle. W połowie lat trzydziestych czasopismo podwoiło liczbę stron i znacznie więcej miejsca zaczęło poświęcać Żydom.
Inne artykuły opisywały warunki, jakie trzeba było spełnić, aby honorowym ojcem chrzestnym dziecka był Adolf Hitler , omawiały także znaczenie nadawania dzieciom niemieckich imion, odpowiadały na pytania dotyczące rasy od czytelników. Podczas II wojny światowej pisano na przykład o tym, że zagraniczni pracownicy byli chętnie przyjmowani, ale nie mogli utrzymywać relacji seksualnych z Niemcami .